# Dan Scott
Daniel "Dan" Robert Scott er en fiktiv person i tv-serien One Tree Hill. Han spilles af den amerikanske skuespiller Paul Johansson. Han er med Karen Roe far til Lucas Scott, og med Deborah Lee far til Nathan Scott. Han er også farfar til James Lucas Scott, og onkel til Lily Roe Scott.